# Hanna Bieber-Böhm

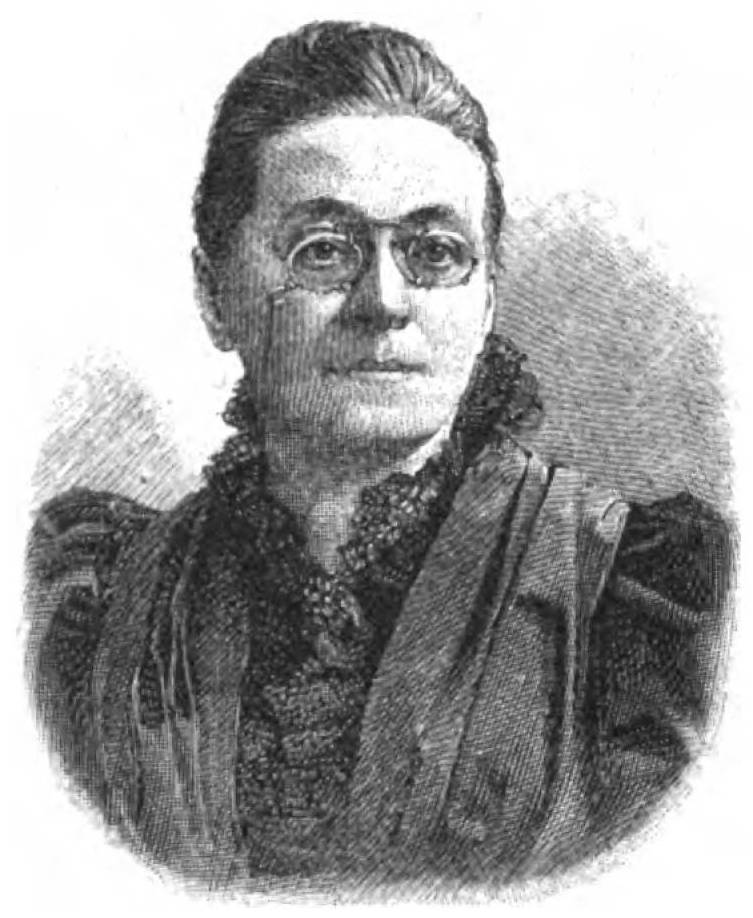
Hanna Bieber-Böhm, 1899

Hanna Elmire Flora Bieber-Böhm (* 6. Februar 1851 in Jakunowen, Ostpreußen; † 15. April 1910 in Berlin) – auch Hanna Elmire Flora Bieber-Boehm – war eine deutsche Frauenrechtlerin, Vertreterin der bürgerlichen Frauenbewegung und Wegbereiterin der Sozialen Arbeit.

## Leben
Hanna Bieber-Böhm war die älteste von sieben Schwestern, so dass sie ihre Schwestern nach dem Tod der Mutter mit erziehen musste. Sie studierte von 1870 bis 1873 an der Kunstschule in München und Berlin. 1888 heiratete sie in Berlin den sieben Jahre jüngeren jüdischen Rechtsanwalt Richard Bieber. Die Ehe blieb kinderlos. Nach ihrer Heirat widmete sie sich in Berlin der Wohlfahrtspflege. Ihr besonderes Interesse galt der Sittlichkeitsfrage. Sie war Mitbegründerin des später von der Stadt übernommenen Realgymnasiums für Mädchen in Berlin-Charlottenburg. Sie gründete gemeinsam mit ihrem Mann 1888/89 den Sittlichkeitsverein „Jugendschutz“, der sich für die Rettung „gefallener Mädchen“ und „verführter Männer“ engagierte und gegen die staatliche Regulierung der „Unsittlichkeit“ (Prostitution) eintrat. Damit verfolgte sie zwar ähnliche Ziele wie Abolitionistinnen wie Anita Augspurg, vertrat aber insgesamt eine wesentlich konservativere Linie. Ihrer Ansicht nach wurde die Prostitution vor allem durch mangelnde Moral verursacht. Sie forderte die Bestrafung der Prostituierten und ihrer Kunden. Minderjährige Prostituierte sollten in Erziehungsanstalten gebessert werden. Die Heime waren mit Haushaltungsschulen verbunden, um die Bewohnerinnen für ihr späteres Leben vorzubereiten, und in allen drei Einrichtungen war der Genuss von Alkohol verboten.
Eines der Verdienste Bieber-Böhms besteht darin, dass sie die Prostitution in der Frauenbewegung zum Thema machte, obwohl das Thema als „schmutzig“ galt. Auch gründete sie mehrere Kindergärten.
Bieber-Böhm gehörte zum ersten Vorstand des Bundes Deutscher Frauenvereine (BDF). Als Mitglied der Rechtskommission des BDF war sie mitverantwortlich für eine Petition im Rahmen der Revision des Entwurfs des bürgerlichen Gesetzbuches. Darin forderte der BDF
- die Einführung der Gütertrennung in der Ehe, damit die Ehefrauen in Zukunft über ihr in die Ehe eingebrachtes Vermögen selbst entscheiden könnten
- die Gleichberechtigung der Mutter mit dem Vater bei der Ausübung der elterlichen Gewalt
- die Besserstellung unehelicher Kinder.

Sie unterstützte als Herausgeberin des Flugblatts Frauen-Landsturm im Juni 1896 die Protestaktionen gegen den Gesetzentwurf zum Familienrecht.
Von ihrem väterlichen Erbe kaufte sie 1902 das umgebaute Winzerhaus auf dem Priorsberg in Neuzelle an der Oder (Niederlausitz) und richtete ein Ferienerholungsheim ein. Dieses ist heute ein Internat.
Ihr zu Ehren wurde in Neuzelle ein Grabmal im Jugendstil errichtet, in dem ihre Urne beigesetzt wurde.

## Werke

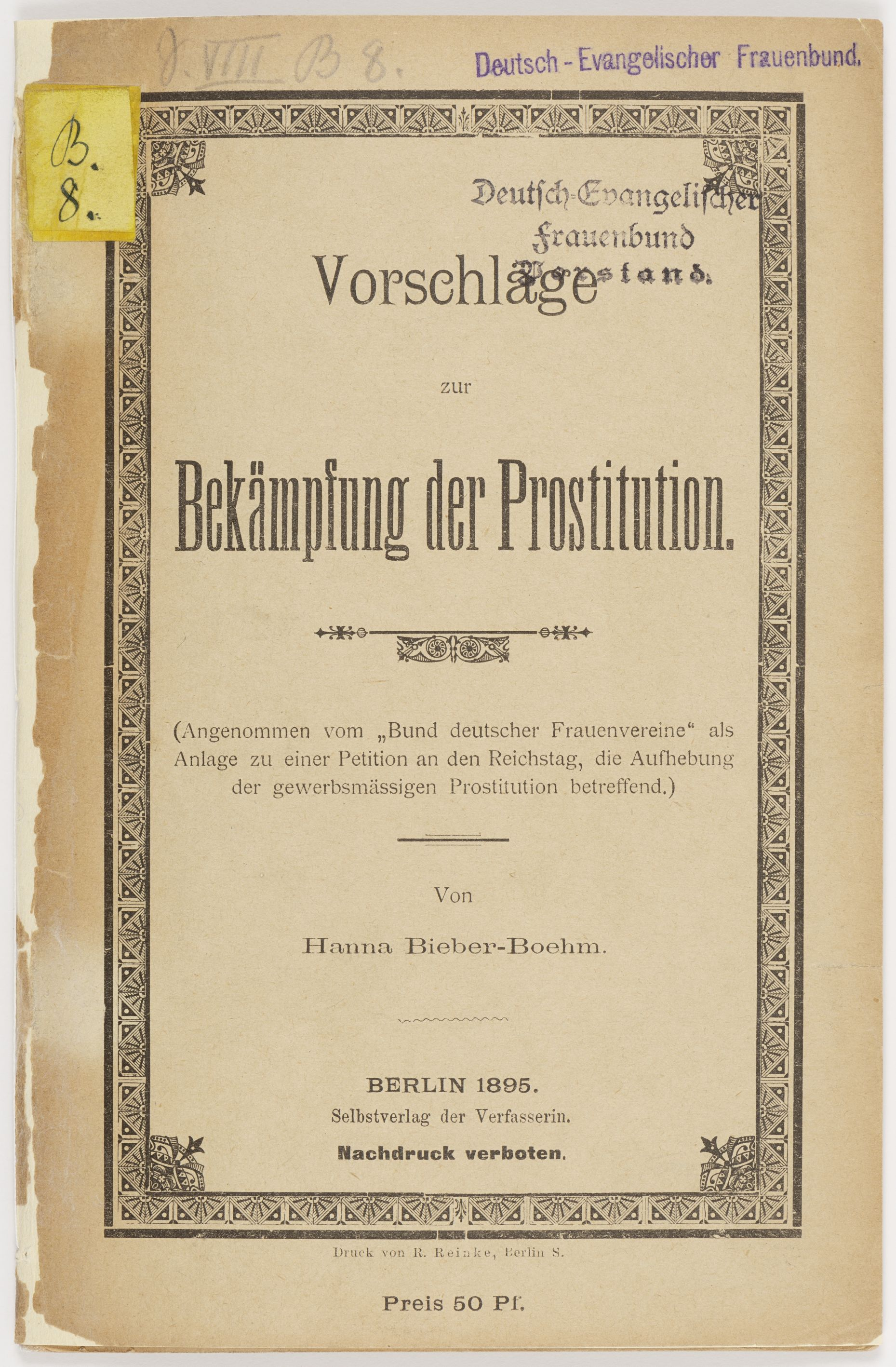
Titelblatt Vorschläge zur Bekämpfung der Prostitution, 1895

- Dunkle Bilder (Gemälde mit Silhouetten) – Band 1, 1874
- Dunkle Bilder (Gemälde mit Silhouetten) – Band 2, 1881
- Märchenbilder, nach 1881
- 26.000 Schlafstellen! Ein Hilferuf… Gefahren der ersten Kinderjahre – Druck eines Vortrages 1890
- Vorschläge zur Bekämpfung der Prostitution – Druck eines Vortrages 1895 als Anlage zur oben genannten Petition
- Die Sittlichkeitsfrage, eine Gesundheitsfrage – Druck eines Vortrages 1896